# Васильева, Зинаида Анатольевна
Зинаида Анатольевна Васильева (бел. Зінаіда Анатолеўна Васільева; 29 декабря 1913, Санкт-Петербург, Российская империя — 1 августа 1999, Новосибирск, Россия) — советская и белорусская балерина и педагог. Заслуженная артистка Белорусской ССР (1938). Народная артистка Белорусской ССР (1940).

## Биография
Родилась 29 декабря 1913 года в Санкт-Петербурге.
В 1933 году окончила хореографическое училище при Ленинградском театре оперы и балета имени С. Кирова, где потом работала солисткой до 1937 года.
В 1935—1937 годах — артистка Большого театра.
В 1937—1949 годах — балерина Белорусского театра оперы и балета. С 1946 по 1949 год была художественным руководителем Белорусского хореографического училища.
В 1950—1961 годах — балетмейстер и педагог Новосибирского и Одесского театров оперы и балета.
В 1938 году присвоено звание Заслуженной артистки Белорусской ССР, в 1940 году — Народной артистки Белорусской ССР.
Умерла 1 августа 1999 года в Новосибирске.

## Роли в театре
- Светлый ручей — Зина
- Тщетная предосторожность — Лиза
- Арлекинада — Коломбина
- Соловей — Ванда
- Лебединое озеро — Одетта
- Бахчисарайский фонтан — Мария

## Отзывы
Балерина большого лирического обаяния, Васильева создала яркие, художественно законченные образы: Одетта («Лебединое озеро»); Мария («Бахчисарайский фонтан»); Коломбина («Арлекинада» Дриго).
— 

## Награды
- 1938 — Заслуженная артистка Белорусской ССР[2]
- 1940 — Народная артистка Белорусской ССР[2][3]
- 1940 — Орден «Знак Почёта»